# Léon Faucher
Léonard Joseph Léon Faucher (8. září 1803 Limoges – 14. prosince 1854 Marseille) byl francouzský ekonom a politik, poslední premiér druhé republiky (od dubna do října 1851).

## Život
Začínal jako soukromý učitel v Paříži. Poté se rozhodl pro studium archeologie a historie, ale s revolucí v roce 1830 byl vtažen do aktivní politické žurnalistiky na straně liberálů. V letech 1830 až 1833 byl členem redakce Temps, poté se na krátkou dobu stal redaktorem Constitutionnel. Jeho vlastní nedělní časopis Le Bien public rychle zkrachoval. V roce 1834 začal přispívat do Le Courrier français, jehož byl šéfredaktorem od roku 1839 do roku 1842, kdy list změnil majitele.
Faucher byl jedním z prvních členů učené společnosti Société d'économie politique, kterou v roce 1842 založil Pellegrino Rossi. Politicky patřil k dynastické levici a horlivějším liberálům důsledně kázal umírněnost. Když se vzdal svého spojení s Courrier français, věnoval svou pozornost hlavně ekonomickým otázkám. Obhajoval celní unii mezi románskými zeměmi, která by vyvažovala německý celní spolek, a vzhledem k neproveditelnosti takového opatření zúžil svůj návrh v roce 1842 na celní unii mezi Francií a Belgií. V roce 1843 navštívil Anglii, aby studoval anglický sociální systém, a výsledky svých výzkumů publikoval ve známé sérii textů Etudes sur l'Angleterre (2 svazky, 1845), publikovaných původně v Revue des deux mondes. Pomáhal organizovat Bordeauxskou asociaci pro propagandu volného obchodu a právě jako zastánce volného trhu byl v roce 1846 prvně zvolen do poslanecké sněmovny.
Po revoluci v roce 1848 vstoupil do Ústavodárného shromáždění za departement Marne, kde se postavil proti mnoha republikánským opatřením – omezení pracovní doby, vytvoření systému veřejných prací v Paříži, zrušení trestu smrti a dalším. Za prezidentství Ludvíka Napoleona se stal ministrem práce a poté ministrem vnitra, ale jeho snaha ovlivnit nadcházející volby oběžníkem adresovaným prefektům byla odsouzena Ústavodárným shromážděním a 14. května 1849 byl donucen rezignovat na svůj úřad. V roce 1851 byl opět ministrem vnitra a v závěru mandátu i de facto předsedou vlády, dokud Napoleon neoznámil svůj úmysl uchýlit se k všeobecnému hlasovacímu právu, s kterýmžto návrhem nesouhlasil a na vládní posty rezignoval. Po prosincovém státním převratu odmítl místo v poradní komisi ustavené Napoleonem.
V roce 1849 byl zvolen členem Akademie morálních a politických věd. Jeho odchod z politiky mu umožnil vrátit se k jeho spisům o ekonomii. V roce 1854 ho v Marseille zachvátil břišní tyfus, na nějž zemřel. Jeho texty byly posmrtně shromážděny do dvoudílného souboru Mélanges d'economie politique et de finance (1856).
Faucher byl bratrancem prapradědečka Françoise Mitterranda.